# マリン・レイタン
マリン・レイタン（ノルウェー語: Malin Reitan、1995年8月8日 - ）は、ノルウェーの歌手。Sommer og skolefri でジュニア・ユーロビジョン・ソング・コンテスト2005 (JESC 2005) に3位入賞した。歌は方言である。

## 経歴
トロンハイム出身。9歳で歌手活動を始めた。ジュニア・ユーロビジョン・ソング・コンテスト2005の選考会を兼ねたメロディ・グランプリ・ジュニア2005に応募し、最終候補に残った。最終選考では自分の歌があまりに短いため、会場へ向かう車中で自ら歌詞を書き足した。結果は大勝し、イベントやテレビ番組でコンサートツアーを行った。11月にベルギーのハッセルトで開かれたJESC 2005 では、ノルウェー人史上最高の3位に入賞した。
翌年にはレコード契約を結び、2つのアルバムをリリース。5月の子ども向けアルバム Malin på månen では、ほとんどの曲の作詞を自身が手がけた。クリスマスに発売された Malin's jul には、おなじみのクリスマスソングを収めた。2008年4月にリリースされたサードアルバム Pang! は、数週間でゴールドディスクに認定された。
2012年のメロディー・グランプリでは Crush を披露し、決勝まで残った。

## ディスコグラフィ
| 年     | タイトル                                                                                | 国内チャート |
| ------ | --------------------------------------------------------------------------------------- | ------------ |
| 2006年 | Malin på månen - スタジオアルバム - 2006年5月8日リリース - CD盤                         | 6位          |
| 2006年 | Malins Jul - スタジオアルバム - 2006年11月27日リリース - CD盤                           | 12位         |
| 2008年 | Pang! - スタジオアルバム - 2008年4月16日リリース - CD盤                                 | 5位          |
| 2009年 | Malin - スタジオアルバム - 2009年11月2日リリース - CD盤                                 | 22位         |
| 2010年 | Julekonserten（セリーヌ・ヘルゲモと） - スタジオアルバム - 2010年11月8日リリース - CD盤 | 17位         |
| 2011年 | Paradis - スタジオアルバム - 2011年4月1日リリース - CD盤                                | 29位         |